# Orlando Marrero
Orlando Marrero Lorenzo (Morovis, 15 settembre 1962) è un ex cestista portoricano.

## Carriera
Con Porto Rico ha disputato i Campionati mondiali del 1990 e due edizioni dei Campionati americani (1984, 1989).